# Макклюр, Тани
Тани Макклюр (англ. Tané M. McClure, также известна как Тани Кейн (англ. Tahnee Cain либо англ. Tané Cain); род. 8 июня 1958, округ Лос-Анджелес, Калифорния, США) — американская певица, актриса и режиссёр.

## Биография
Тани Макклюр родилась 8 июня 1958 года в округе Лос-Анджелес в Калифорнии в семье актёра Дага Макклюра и Фэй Брэш. Её мать имеет гавайско-полинезийское происхождение. Этот брак продлился с 1957 по 1961 год. Уже в возрасте пяти лет Тани сыграла эпизодическую роль сироты в телесериале-вестерне «Виргинец», где главную роль играл её отец. Выросла на Гавайях. В течение нескольких лет пела в группе Sweet Honesty, игравшей латиноамериканский джаз. Интерес к пению ей передался от мамы, а также бабушки по материнской линии.
В конце 1970-х годов Тани переехала в Сан-Франциско. Там она познакомилась и вышла замуж за Джонатана Кейна, клавишника The Babys. В 1981 году он присоединился к Journey. Девушка взяла фамилию мужа. В 1982 году она подписала контракт с RCA Records и выпустила поп-рок-альбом Tané Cain. Сингл «Danger Zone» с этого альбома не имел успеха, а «Holdin’ On» уже достиг 37-й строчки в Billboard Hot 100. Критики сравнивали её с Пэт Бенатар, хотя самой Тани такое сравнение не нравилось, она говорила, что ориентируется на Грейс Слик. Три её песни («You Can’t Do That», «Burnin’ in the Third Degree» и «Photoplay») вошли в саундтрек фильма «Терминатор» (1984). Несмотря на коммерческое звучание и хороший вокал, дебютный альбом певицы достиг лишь 121 места в альбомном чарте Billboard. Лейбл прекратил с ней сотрудничество. Её второй альбом был записан в 1985 году, однако не был выпущен. Много лет спустя демо-версия второго альбома появилась в интернете.
Во второй половине 1980-х и на протяжении всех 1990-х годов Тани снималась в низкобюджетных фильмах в основном сексплотейшн-тематики. В начале века появилась в небольших ролях в более мейнстримных фильмах, например «Экстази» (1999) или «Жестокие игры 2» (2000). В фильмах «Блондинка в законе» (2001) и «Блондинка в законе 2» (2003) играла маму главной героини. Фильм «Транс» (2002), который она продюсировала, для которого написала сценарий и в котором сыграла главную роль, получил приз «Лучший полнометражный фантастический фильм» на Нью-Йоркском международном фестивале независимого кино. В 2010-х годах снимала короткометражные фильмы, некоторые из которых получали призы на соответствующих фестивалях.
17 июля 2001 года вышла замуж за Гэри Арендтса. У пары есть дочь Кайла Арендтс, родившаяся около 1998 года.

## Дискография
Альбомы
- Tané Cain	(1982)

Синглы
- «Danger Zone» (1982)
- «Holdin’ On» (1982)

Саундтреки
- «You Can’t Do That», «Burnin’ in the Third Degree», «Photoplay» — The Terminator: Original Soundtrack (1984)

## Фильмография
| Год       |   | Русское название                                            | Оригинальное название                                     | Роль                            |
| --------- | - | ----------------------------------------------------------- | --------------------------------------------------------- | ------------------------------- |
| 1963      | с | Виргинец                                                    | The Virginian                                             | Бетти                           |
| 1986      | ф | Затаившийся                                                 | Crawlspace                                                | Софи Фишер                      |
| 1987      | ф | Взвод коммандос                                             | Commando Squad                                            | Санни                           |
| 1988      | ф | Ведьма-стерва                                               | Death Spa                                                 | Вики                            |
| 1988      | ф | Зомби в камерах смертников                                  | Death House                                               | Таня Керрингтон                 |
| 1992      | ф | Наизнанку 2                                                 | Inside Out II                                             | Мелани                          |
| 1992      | ф | Жар за воротником                                           | Hot Under the Collar                                      | Ровена                          |
| 1994      | ф | Прибой, песок и секс                                        | Surf, Sand and Sex                                        | четвёртая женщина               |
| 1995      | ф | Кинотеатр «Бикини»                                          | Bikini Drive-In                                           | Мэнди                           |
| 1995      | ф | Нападение вечеринки полудурков 2                            | Assault of the Party Nerds 2: The Heavy Petting Detective | Хеди                            |
| 1995      | ф | Всадники в грозе                                            | Riders in the Storm                                       | Трина                           |
| 1995      | ф | Кто убил Бадди Блю?                                         | Who Killed Buddy Blue?                                    | Мойра                           |
| 1995      | ф | Ночной стриптиз 2                                           | Midnight Tease II                                         | Лейси                           |
| 1995      | ф | Приватные танцы                                             | Lap Dancing                                               | Клаудия                         |
| 1995      | ф | Ночные видения                                              | Night Visions                                             | мадемуазель Сюзанна             |
| 1995      | ф | Невольные пташки                                            | Caged Hearts                                              | Шэрон                           |
| 1995      | ф | Женатые пары и секс на стороне 2: К счастью или к несчастью | Married People, Single Sex II: For Better or Worse        | покупатель дома                 |
| 1995      | ф | Месть девушек из календаря                                  | Revenge of the Calendar Girls                             | Календра                        |
| 1995      | ф | Цель для соблазнения                                        | Target for Seduction                                      | Лорен                           |
| 1995      | с | Дни нашей жизни                                             | Days of Our Lives                                         | Тиффани                         |
| 1996      | ф | Ночной оттенок                                              | Night Shade                                               | Шармань                         |
| 1996      | ф | Спасатели Малибу: Запрещённая пародия                       | Babe Watch: Forbidden Parody                              | Бодация                         |
| 1996      | ф | Джими                                                       | Jimi                                                      | Тейн                            |
| 1996      | ф | Стрипшоу                                                    | Stripshow                                                 | Ракель                          |
| 1996      | ф | Академия нравов 5                                           | Vice Academy 5                                            | Джин Капри                      |
| 1996—1997 | с | Шерман-Окс                                                  | Sherman Oaks                                              | Верна Максвелл                  |
| 1997      | ф | Криминальные сны                                            | Illicit Dreams 2                                          | Линн Барретт                    |
| 1997      | ф | Презренный 2                                                | Scorned 2                                                 | Аманда Фоули                    |
| 1997      | ф | Сексуальная рулетка                                         | Sexual Roulette                                           | Шерри Лэндис                    |
| 1997      | ф | Инферно                                                     | Inferno                                                   | Каллиста                        |
| 1997      | ф | Сирены-соблазнительницы                                     | Sexual Impulse                                            | Кали                            |
| 1997      | ф | Любовники, лжецы и воры                                     | Lovers, Liars and Thieves                                 | Мадам                           |
| 1997      | ф | Интерфейс                                                   | The Last Embrace                                          | Аманда                          |
| 1997      | ф | Похоть: Фильм                                               | Lust: The Movie                                           | Энн                             |
| 1997      | с | Ночи Малибу                                                 | Baywatch Nights                                           | Джин Старджер                   |
| 1998      | ф | Страх и ненависть в Лас-Вегасе                              | Fear and Loathing in Las Vegas                            | ящерица                         |
| 1998      | ф | Граница к границе                                           | Border to Border                                          | жена наблюдателя за пришельцами |
| 1998      | ф | Горячая страсть                                             | Hot Lust!                                                 | Макси                           |
| 1998      | ф | Порт                                                        | The Waterfront                                            | Мэгги Темплтон                  |
| 1998      | ф | Сладкие убийства                                            | Sweetheart Murders                                        | Франческа                       |
| 1999      | ф | Экстази                                                     | Go                                                        | Холли                           |
| 1999      | ф | Эскорт 3                                                    | The Escort III                                            | Кассандра Рид                   |
| 1999      | с | Зона удовольствия                                           | The Pleasure Zone                                         | Селия                           |
| 1999—2000 | с | Ночной колпак                                               | Nightcap                                                  | Никки                           |
| 2000      | ф | Час теней                                                   | Shadow Hours                                              | Киша                            |
| 2000      | ф | Откровенная ложь                                            | Bare Deception                                            | Джулия                          |
| 2000      | ф | Жестокие игры 2                                             | Cruel Intentions 2                                        | Банни                           |
| 2001      | ф | Блондинка в законе                                          | Legally Blonde                                            | мама Эль                        |
| 2002      | ф | Транс                                                       | Trance                                                    | Кэтрин Санторини                |
| 2002      | ф | Роковой поцелуй                                             | Fatal Kiss                                                | Искусительница                  |
| 2002      | ф | Немногие избранные                                          | The Chosen Few                                            | Сиенна Барр                     |
| 2002      | ф | Текила-экспресс                                             | Tequila Express                                           | Диана, Роджерс                  |
| 2003      | ф | Блондинка в законе 2                                        | Legally Blonde 2: Red, White & Blonde                     | мама Эль                        |
| 2003      | ф | Охота за сокровищами                                        | Treasure Hunt                                             | Джинджер Ламарка                |
| 2006      | ф | Голоса из могил                                             | Voices from the Graves                                    | доктор Саманта Оконнор          |
| 2007      | ф | Дважды обращённый                                           | Revamped                                                  | Лилит                           |
| 2022      | ф | Бигфут или смерть                                           | Bigfoot or Bust                                           | лидер космических женщин        |

Видеоклипы
- Тоби Кит — «You Shouldn’t Kiss Me Like This» (2000)